# Лазарево (Вологодская область)
Лазарево — деревня в Вологодском районе Вологодской области.
Входит в состав Подлесного сельского поселения, с точки зрения административно-территориального деления — в Подлесный сельсовет.
Расстояние по автодороге до районного центра Вологды — 14 км, до центра муниципального образования Огарково — 1 км. Ближайшие населённые пункты — Огарково, Погорелово, Реброво, Медовщиково, Кишкино.
По данным переписи в 2002 году постоянного населения не было.